# Crodegango di Metz
Crodegango di Metz (Hesbaye, 712 circa – Metz, 6 marzo 766) è stato un vescovo franco, imparentato con Pipino, fu referendario di Carlo Martello e nel 742 venne eletto vescovo di Metz. È venerato come santo dalla Chiesa cattolica.

## Biografia
Nato nel Brabante da una nobile famiglia franca, era figlio di Sigramnus, conte di Hesbaye, e di Landrada, figlia di Lamberto di Hesbaye e di Clotilde, figlia di Teodorico III. Egli venne educato presso il monastero benedettino di Saint-Trond e nel 737 venne nominato da Carlo Martello referendario del regno di Austrasia. Il 30 settembre del 742 venne consacrato vescovo di Metz, ma conservò le cariche a corte: divenne uno dei principali collaboratori di Pipino il Breve in materia di politica ecclesiastica e si fece promotore della riorganizzazione della Chiesa e della vita religiosa nei suoi territori.
La sua principale preoccupazione fu quella di esercitare un severo controllo sui costumi del clero secolare: a tal fine, promulgò un parvum decretulum che impose ai sacerdoti la vita comune e stabilì per essi l'obbligatorietà dell'ufficiatura di tipo monastico. Queste norme, 34 canoni ricalcati sulla regola di san Benedetto, vennero riprese e ampliate nel concilio di Aquisgrana dell'816 ed estese al territorio di tutto l'Impero; la regola servì di modello anche ai canonici regolari, che considerano Crodegango il loro fondatore.
Nel 753 si recò a Roma per prelevare papa Stefano II e scortarlo a Ponthion, dove il pontefice incontrò Pipino (6 gennaio 754) e lo persuase ad assumersi la difesa di Roma e ad indurre il re dei Longobardi, Astolfo, ad abbandonare i territori conquistati ai Bizantini. Dopo il suo viaggio Crodegango si adoperò per introdurre nei territori franchi la prassi liturgica e l'architettura sacra che aveva avuto modo di conoscere nell'Urbe: per discutere e far adottare le nuove regole canoniche indisse e presiedette i concili provinciali di Verneuil, Compiègne e Attigny. Nel 764 suo cugino Cancor, assieme alla di lui madre e vedova Williswinda, fondò l'abbazia di Lorsch e Crodegango ne divenne il primo abate; gli successe poi il fratello Gundeland.
Probabilmente in occasione del suo viaggio a Roma, Crodegango scoprì il canto vetero-romano. Da questo elaborò una sintesi con il canto gallicano e così nasce il canto messino, antenato del canto gregoriano.
Contribuì alla fondazione di numerose abbazie, tra cui quelle di Gorze, Gengenbach e Lorsch e fu durante un ultimo viaggio a Roma che ricevette da papa Paolo I le reliquie di san Gorgonio destinate all'abbazia di Gorze.

## Culto
La sua Memoria liturgica cade il 6 marzo.
(Martirologio Romano)